# Богдан Цісик
Богда́н Ці́сик — український письменник, входив до складу львівської літгрупи «Дванадцятка».

## З життєпису
Батьки його жили у Львові. Студіював журналістику у Варшаві. Досконало знав польську мову, за перших совітів його прийняли редактором ранішніх новин польською мовою до Львівського радіокомітету.
Через певний час за ним прийшли енкаведисти. Відбувши певний термін, звільнений, працював в польській газеті «Червоний прапор». Ще за кілька років Богдан Цісик із дружиною звели рахунки з життям.